# Only Girl (In the World)
Only Girl (In the World) ist die erste Singleauskopplung aus dem fünften Studioalbum Loud der barbadischen R&B-Sängerin Rihanna. Das Lied wurde von Crystal Johnson geschrieben und von Stargate zusammen mit Sandy Vee produziert. Die Single wurde am 10. September 2010 in den USA veröffentlicht. Sie brachte Rihanna 2011 einen Grammy Award.

## Komposition
Only Girl ist ein Uptempo-Dance-Pop-Song, der Elemente von Eurodance und Hip-Hop enthält. Das Lied enthält einen „schweren aggressiven Hip-Hop-Beat“, der mit Synthesizer erzeugt wurde, dagegen enthält der Refrain des Liedes einen „tanzbaren Club-Beat“. Rihannas Gesang während des Liedes wurde als „erektiv“, „sexuell“, „erotisch“ und als „stärkere, sexuellere, erfolgreichere Version“ von ihrem Welthit Don’t Stop the Music aus dem Jahre 2007 beschrieben.
Rihanna sang das Lied vorwiegend selbst, jedoch wurde vieles mit Auto-Tune nachbearbeitet.

## Musikvideo

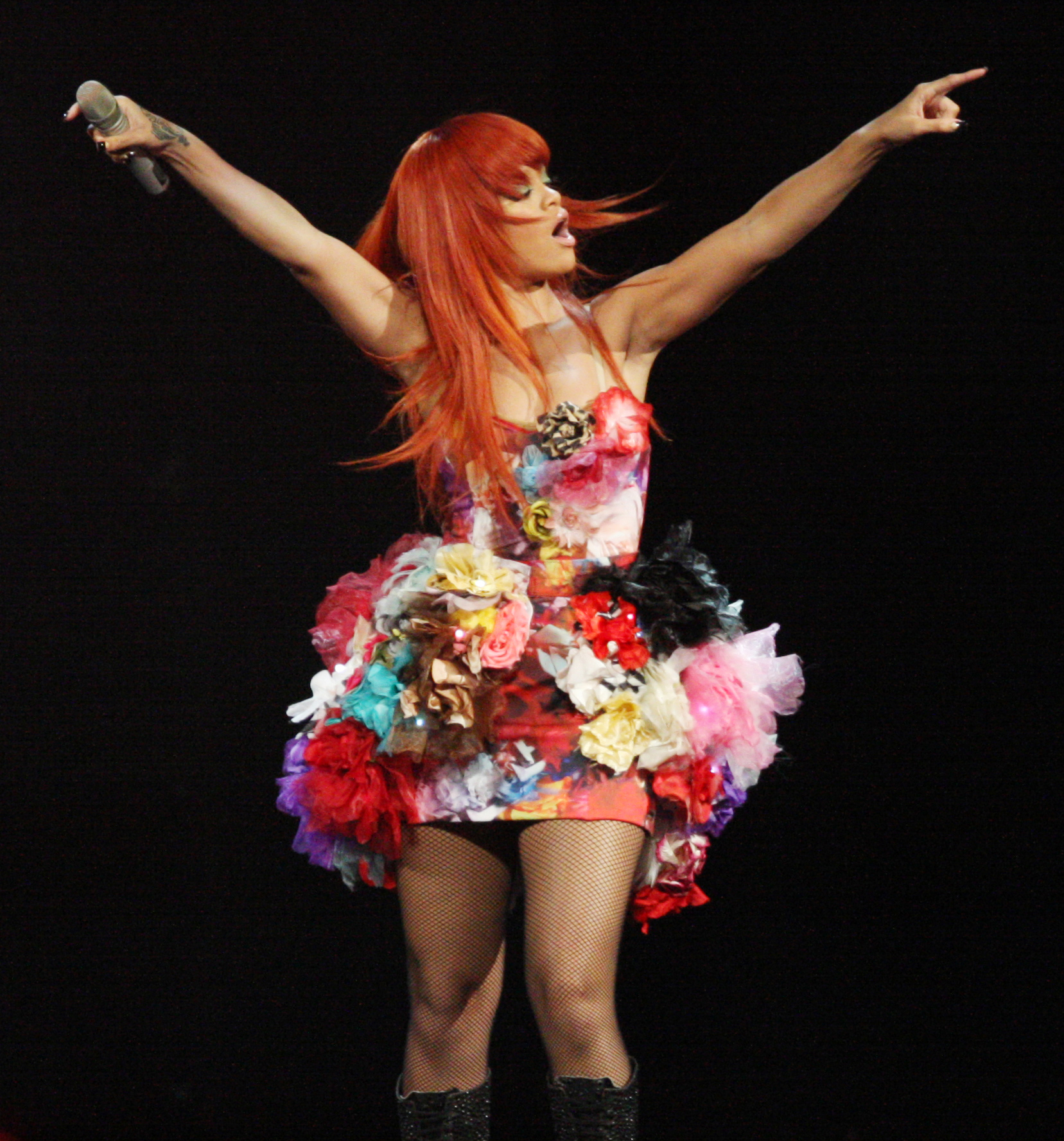
Rihanna singt Only Girl während ihrer „Last Girl on Earth Tour“ in Sydney, Australien, im März 2011.

Die Regie zum Musikvideo von Only Girl (In the World) führte Anthony Mandler. Das Musikvideo hatte seine Premiere am 13. Oktober 2010 im Internet. In einem Interview erklärte Rihanna, wie das Musikvideo gedreht wurde und worüber es handelt: „Es war eine wirklich, wirklich wunderschöne Aufnahme in diesen verrückten, verrückten, verrückten Plätze. Wir drehten in Landschaften, die einige Stunden von Los Angeles entfernt liegen. Das Musikvideo sieht unreal aus. Es sieht aus wie ein Fake, wie ein Bild auf einer Postkarte, wo man die wunderschönen Hügel erkennen kann… Wir hatten in diesen Tagen viel Sonnenschein, so verschönerte dies noch die Ansicht des Videos. Aber wirklich, das Musikvideo zeigt diese große Landschaft und die einzige Person dort bin ich.“
Das Musikvideo lehnt sich sehr an den Inhalt des Liedes, welches sagt, dass Rihanna das „einzige Mädchen in der Welt“ ist. Genau wie es der Inhalt des Liedes vorgibt, ist Rihanna die einzige Person, die im Musikvideo zu sehen ist und in verschiedenen Umgebungen singt und tanzt. Der Großteil des Musikvideos zeigt, wie Rihanna mit weißer Strandkleidung (einen kürzeren Blumenminirock, Büstenhalter) vor den roten Hügeln der Wüstenlandschaft tanzt. Andere Szenen des Musikvideos zeigen, wie Rihanna mit bunten übergroßen Luftballons spielt und tanzt. Weitere Szenen zeigen noch, wie sich Rihanna erotisch im Blumenboden räkelt, sowie Szenen, in denen Rihanna an einem Zaun sexuelle Tänze vorführt.
Tanner Stransky vom The Music Mix Magazin lobte das Musikvideo, vor allem das einfach gehaltene Thema und Inhalt, es hat den Anschein, „als würde Rihanna direkt zu dir Sprechen, zum Zuschauer und sie ist die eine und einzige die in dieser wunderschönen Landschaft singt und tanzt. Das ist ein Effekt, in dem man sich nur auf Riri konzentriert und die Umgebung vernachlässigt, dieser Effekt wird noch durch ihre erotischen und sexuellen Outfits und ihren feuerroten Haaren verstärkt.“ Joyce Lee von CBS schrieb: „Rihanna hat endgültig ihre Rated R verlassen und einen neuen Image mit ihren Upbeat und ihren Frauenstyle gefunden.“ Brittany Talarico vom OK! lobte die Veränderung von Rihannas Image „von Rated R, welches dunkle Themen enthält bis Loud, wo sie sagt ‚Tschüss Leder, Hallo Blumen!‘, dazu sieht Rihanna wie eine Rote Schönheit in ihrem Musikvideo zum Upbeat-Hit Only Girl (In the World) aus. Sie hat ihre Domina-Seite verlassen, nahm eine weichere Seite ein und lässt ihre brennenden Haare unten!“ Seth Sommerfield vom Spin Magazin lobte auch Rihannas Imagewandel und erklärte: „Sie entfernte sich weit von der offenen sexuellen Rated R-Seite, zu einer neuen ‚wunderlichen [und] wunderschönen‘-Seite.“

## Liveaufführung

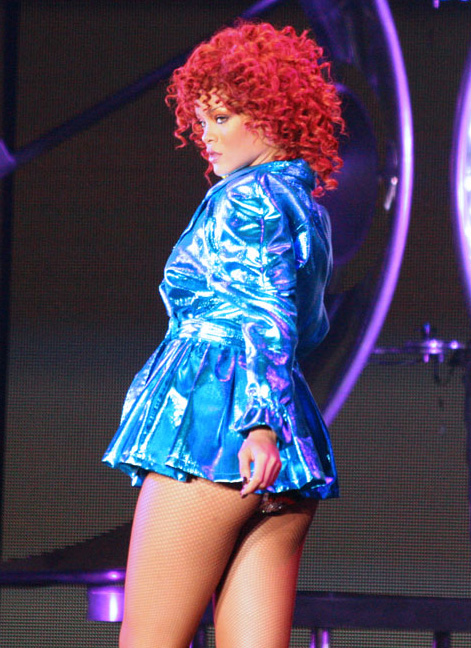
Rihanna singt Only Girl (In the World) auf ihrer Loud Tour in Minneapolis, Minnesota am 16. Juni 2011

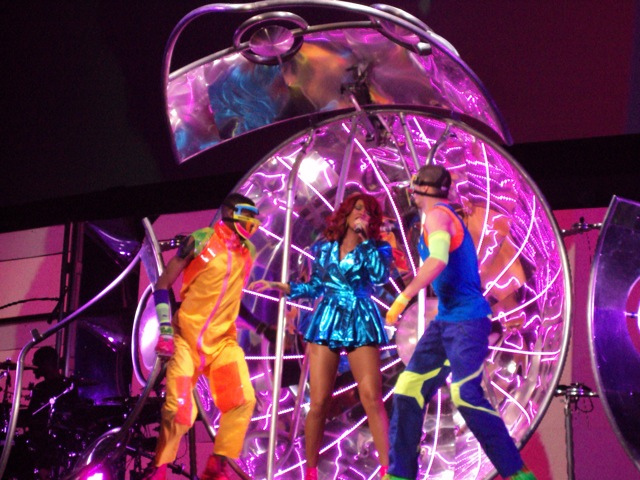
Rihanna singt Only Girl (In the World) in Oakland, Kalifornien am 30. Juni 2011

Only Girl sang Rihanna erstmals bei Saturday Night Live am 30. Oktober 2010. Ihr Auftritt bestand aus einem Medley von What’s My Name? und Only Girl (In the World). What’s My Name? (ohne Drake) wurde am selben Tag ebenfalls zum ersten Mal aufgeführt. Am folgenden Tag sang Rihanna Only Girl bei The X-Factor im Vereinigten Königreich, dabei trug sie ein pinkes Blumenkleid und auf der Bühne befand sich ein großer Tisch, auf dem Rihanna mit einer Gruppe von Tänzern sexuelle Tänze vorführte. Des Weiteren sang sie das Lied noch bei den MTV Europe Music Awards 2010 in Madrid am 7. November 2010, wo sie von Blumen umgeben war, die einen Märchen ähnelten. Weitere Auftritte folgten beim X Factor in Italien am 9. November 2010, wo Rihanna ein Bikini-Kleid und eine Zopfperücke mit Blumen trug und das Lied mit erotischen Tänzen vorführte. Am 10. November sang Rihanna das Lied beim Le Grand Journal in Frankreich. Einen Tag später, am 11. November 2010, erschien Rihanna in der The Graham Norton Show im Vereinigten Königreich, wo sie einen Interview gab und Only Girl sang.
Rihanna sang bei den American Music Awards 2010 am 21. November 2010 einen Medley aus Only Girl (In the World), Love the Way You Lie (Part II) und What’s My Name?. Sie eröffnete den Auftritt mit einer A-cappella-Version von Love the Way You Lie (Part II). Sie saß dabei auf einer Schaukel, die an einem Baum hing, auf dem Boden befand sich eine Graslandschaft. Auf einer Leinwand im Hintergrund schimmerten Sterne. Rihanna trug einen Laken als Kleid. Nachdem sie die ersten Ausschnitte des Liedes gesungen hat, sprang Rihanna auf den Boden der Bühne. Anschließend umgab Nebel die Bühne und Rihanna wechselte schnell ihre Kleidung und trug nun einen schwarz-weißen BH und fing an What’s My Name? zu singen. Die Bühne wurde erhellt und auf der Leinwand waren nun verschiedene bunte Muster zu erkennen. Während des Auftrittes kamen Backgroundtänzer auf die Bühne und stellten mit Rihanna erotisch-sexuelle anzügliche Tänze dar. Dann sang Rihanna Only Girl (In the World), wo Rihanna im Vordergrund wieder tanzte und im Hintergrund Männer trommelten. Am Ende des Medleys stieg zum Abschluss Feuer auf, danach verschwand Rihanna hinter der Bühne.
Am 15. Februar 2011 sang Rihanna bei den BRIT Awards 2011 einem Medley aus Only Girl, S&M und What’s My Name? Sie war verpflichtet die ganze Version von S&M zu singen, um das Lied für seine Single-Veröffentlichung zu promoten, jedoch wurde Rihanna von den Chefs darüber informiert ihren Auftritt und ihre Tänze nicht zu sexuell zu gestalten, so sang sie zwischen Only Girl (In The World) und What’s My Name? nur ein Vers und den Chorus. Dies setzte die BRIT Awards Corporation durch, um Auftritte wie beim Finale der siebten Staffel von The X Factor am 11. Dezember 2010 zu verhindern, wo Rihanna einen provokativen Outfit trug und sexuelle Tänze fast halbnackt vorführte.
Rihanna sang das Lied im australischen Gebiet ihrer Last Girl on Earth Tour im Februar und März 2011 und wird das Lied auf jedem Konzert ihrer Loud Tour singen.
Das Lied wurde auch von anderen Künstlern oft Live vorgetragen, die US-amerikanische Sängerin und Rihannas Freundin Katy Perry coverte das Lied zusammen mit Whip My Hair und weiteren Liedern auf ihrer California Dreams Tour im Jahr 2011. Die britische Band One Direction coverte das Lied Ende 2010 auch Live.

## Rezeption

### Preise
Bei den Grammy Awards 2011 im Staples Center in Los Angeles am 13. Februar 2011 gewann Rihanna mit Only Girl (In the World) den Grammy für die Beste Dance Aufnahme. In dieser Kategorie war Rihanna unter anderem mit Goldfrapps Rocket, La Roux’ In for the Kill, Lady Gagas Dance in the Dark und Robyns Dancing on My Own nominiert. Es ist das erste Mal, dass Rihanna einen Grammy in dieser Kategorie gewann, zuvor war sie bereits 2008 mit Don’t Stop the Music und 2009 mit Disturbia in dieser Kategorie nominiert. Durch den Gewinn diesen Grammys hat Rihanna nun schon insgesamt 4 Grammys gewonnen. Bei den MuchMusic Video Awards in Kanada am 19. Juni 2011, war das Lied in der Kategorie „MuchMusic.com Most Watched Video of the Year“ nominiert, aber verlor gegen Taio Cruz’ Dynamite. Only Girl ist des Weiteren noch für zwei MTV Video Music Awards in Japan nominiert.

### Rezensionen
Bill Lamb lobte den „starken, abenteuerlichen Refrain“ und den „Club-Beat“. „Es wäre keine Überraschung, wenn das Lied Rihanna in wenigen Wochen wieder an die Spitze der Hot 100 und der weltweiten Charts bringt, für mich ist die Wahrscheinlichkeit also sehr hoch, dass Only Girl (In the World) in wenigen Wochen Rihannas dritter Nummer-eins-Hit im Jahr 2010 in den USA wird (nach Rude Boy und Love The Way You Lie) und ihr achter insgesamt in den Hot 100.“
Gerrick D. Kennedy von der Los Angeles Times sagte: „… Für (Only Girl) sieht es also sehr gut aus, ihr nächster Spitzenreiter zu werden. … .“

## Kommerzieller Erfolg

### Chartplatzierungen
In den Vereinigten Staaten debütierte Only Girl (In the World) am 25. September 2010 auf Platz 75 der US-amerikanischen Billboard Hot 100. In der folgenden Woche sprang das Lied direkt auf Platz 3 der Hot 100, damit ist Only Girl in den USA Rihannas 16. Top-Ten-Hit und ihr 4. im Jahr 2010. Außerdem landete Rihanna durch den Top-Ten-Erfolg auch auf Platz 6 der Frauen mit den meisten Top-Ten-Hits in der Geschichte der US-amerikanischen Charts. In seiner elften Chartwoche am 4. Dezember 2011 erreichte das Lied Platz 1 der Billboard Hot 100 und wurde somit Rihannas neunter Nummer-eins-Hit in den Vereinigten Staaten, sowie ihr vierter in einem Jahr (nach Rude Boy, Love the Way You Lie und What’s My Name?), zuletzt gelang das Usher im Jahr 2004. Sie ist somit die Künstlerin mit den meisten Nummer-eins-Hits in diesem Jahrtausend und die erste weibliche Künstlerin, der es jemals gelang vier Nummer-eins-Hits in den USA in einem Jahr zu landen. Es geschah auch zum ersten Mal in der Geschichte der US-amerikanischen Charts, das die erste Single eines Albums erst nach der zweiten Single Platz 1 der Billboard Hot 100 erreicht, denn zwei Wochen zuvor wurde die zweite Single des Albums What’s My Name? Rihannas achter Nummer-eins-Hit in den Billboard Hot 100. In den amerikanischen Downloadcharts debütierte das Lied in der ersten Woche mit 249.000 digital verkauften Einheiten auf Platz 1. Es wurde Rihannas sechste Single, die direkt auf Platz 1 der US-amerikanischen Downloadcharts debütiert und insgesamt ihr achter Nummer-eins-Hit in den US-amerikanischen Downloadcharts. Das Lied erreichte auch in den US-amerikanischen Pop-Charts Platz 1 und wurde dort Rihannas siebter Nummer-eins-Hit, damit hatte sie zu diesem Zeitpunkt die meisten Nummer-eins-Hits in der Geschichte dieser Charts.
In Kanada debütierte Only Girl am 25. September 2010 auf Platz 65 der Canadian Hot 100. In der folgenden Woche sprang das Lied direkt auf Platz 1 der kanadischen Charts, wo es für eine Woche blieb. Nach mehreren Wochen, in denen sich das Lied konstant in den Top 3 hielt, sprang das Lied in der Woche zum 6. November 2010 wieder auf Platz 1 der kanadischen Charts, für drei weitere Wochen. Insgesamt verbrachte das Lied also vier Wochen auf Platz 1 in Kanada. Only Girl erreichte in Kanada Platz 7 der „meistverkauften Singles des Jahres 2010“, mit 231.000 verkauften Einheiten.
In Australien debütierte Only Girl in der Woche zum 3. Oktober 2010 direkt auf Platz 1 der australischen Charts. Das Lied hielt sich die ersten drei Wochen auf Platz 1, bis es von Pinks Raise Your Glass abgelöst wurde. In der Woche zum 7. November 2010 erreichte Only Girl für eine vierte Woche Platz 1 der australischen Charts. In Neuseeland debütierte das Lied auch direkt auf Platz 1 der Charts und blieb dort eine Woche.
Im Vereinigten Königreich debütierte das Lied in der Woche zum 31. Oktober 2010 direkt auf Platz 2 der britischen Charts mit über 126.000 verkauften Einheiten in der ersten Woche, hinter Cheryl Coles Promise This, welche mit über 157.210 verkauften Einheiten ihrer Single direkt auf Platz 1 debütierte. Die Verkaufszahlen in der ersten Woche gaben Rihanna Platz 2 der bestverkauften Lieder in der ersten Woche im Jahr 2010 (hinter Coles Promise This). Mit dem Top-2-Debüt wurde das Lied auch Rihannas vierzehnter Top-Ten-Hit im Vereinigten Königreich. In der nächsten Woche löste Rihanna Cheryl Coles Promise This von der Spitze ab und erreichte Platz 1 der britischen Charts. Insgesamt blieb das Lied für zwei aufeinanderfolgende Wochen auf Platz 1. Am 2. Januar 2011 wurde Only Girl auf Platz 15 der „meistheruntergeladenen Lieder aller Zeiten im Vereinigten Königreich“ aufgelistet.
In den deutschen Singlecharts stieg das Lied auf Platz zwei ein. In den österreichischen Charts ist das Stück in der zweiten Woche auf Platz 1 gestiegen, damit löste Rihanna sich selbst von der Spitze ab; ihr Vorgänger war das Duett Love the Way You Lie mit dem Rapper Eminem. Dieses war in Österreich zuvor noch niemandem gelungen.
| ChartsChartplatzierungen       | Höchstplatzierung | Wochen |
| ------------------------------ | ----------------- | ------ |
| Deutschland (GfK)              | 2 (48 Wo.)        | 48     |
| Österreich (Ö3)                | 1 (33 Wo.)        | 33     |
| Schweiz (IFPI)                 | 2 (39 Wo.)        | 39     |
| Vereinigte Staaten (Billboard) | 1 (27 Wo.)        | 27     |
| Vereinigtes Königreich (OCC)   | 1 (46 Wo.)        | 46     |

| ChartsJahrescharts (2010)      | Platzierung |
| ------------------------------ | ----------- |
| Deutschland (GfK)              | 18          |
| Österreich (Ö3)                | 18          |
| Schweiz (IFPI)                 | 12          |
| Vereinigte Staaten (Billboard) | 47          |
| Vereinigtes Königreich (OCC)   | 4           |

| ChartsJahrescharts (2011)      | Platzierung |
| ------------------------------ | ----------- |
| Deutschland (GfK)              | 82          |
| Österreich (Ö3)                | 67          |
| Schweiz (IFPI)                 | 42          |
| Vereinigtes Königreich (OCC)   | 68          |
| Vereinigte Staaten (Billboard) | 40          |

### Auszeichnungen für Musikverkäufe
| Land/Region                  | Auszeichnungen für Musikverkäufe (Land/Region, Auszeichnung, Verkäufe) | Verkäufe   |
| ---------------------------- | ---------------------------------------------------------------------- | ---------- |
| Australien (ARIA)            | 7× Platin                                                              | 490.000    |
| Belgien (BRMA)               | Platin                                                                 | 30.000     |
| Brasilien (PMB)              | 2× Diamant                                                             | 500.000    |
| Dänemark (IFPI)              | 2× Platin                                                              | 180.000    |
| Deutschland (BVMI)           | 5× Gold                                                                | 750.000    |
| Frankreich (SNEP)            | —                                                                      | 205.100    |
| Griechenland (IFPI)          | Gold                                                                   | 10.000     |
| Italien (FIMI)               | Platin                                                                 | 30.000     |
| Neuseeland (RMNZ)            | 4× Platin                                                              | 120.000    |
| Schweden (IFPI)              | 4× Platin                                                              | 160.000    |
| Schweiz (IFPI)               | 2× Platin                                                              | 60.000     |
| Spanien (Promusicae)         | Platin                                                                 | 40.000     |
| Südkorea (KMCA)              | —                                                                      | 327.888    |
| Vereinigte Staaten (RIAA)    | 7× Platin                                                              | 7.000.000  |
| Vereinigtes Königreich (BPI) | 4× Platin                                                              | 2.400.000  |
| Insgesamt                    | 2× Gold · 35× Platin · 2× Diamant ·                                    | 12.302.988 |

Hauptartikel: Rihanna/Auszeichnungen für Musikverkäufe

## Coverversionen
Ende 2010 coverte die britische Singer-Songwriterin Ellie Goulding das Lied auf BBC Radio 1s Live Lounge, ihre Coverversion erschien 2011 auf der B-Seite zu ihrem Hit Lights. Am 20. Februar 2011 coverte die US-amerikanische Pop-Sängerin Katy Perry das Lied auf dem ersten Konzert ihrer „California Dreams Tour“, in Lissabon, Portugal. Die irische Gruppe Westlife coverten das Lied ebenfalls auf ihrer „Gravity Tour“.
Die Schauspielerin Ariana Grande coverte das Lied ebenfalls als Studio-Version, sie selbst singt diesen Song oft live auf Konzerten. Am 12. August 2011 erschien eine Coverversion des Liedes von Frida Gold für den Sampler Better Than the Original.
Im Januar 2023 lud der schottische DJ AKN auf Soundcloud einen Remix des Songs hoch, welcher über sechs Millionen Mal angehört wurde.